# Joaquim Pinyol i Navàs
Joaquim Pinyol i Navàs (Tortosa, ? - 15 de gener de 1896) fou un empresari, banquer i polític català. Tenia grans propietats a Tortosa, i a un solar seu es va instal·lar el taller de maquinària de Ferreries. Monàrquic i liberal, després de la revolució de 1868va donar suport al nou rei Amadeu I i fou elegit diputat del Partit Constitucional pel districte de Roquetes a les eleccions generals espanyoles de 1871 i abril de 1872. Després de la restauració borbònica col·laborà amb el Partit Liberal Fusionista i el 1881 fou un dels fundadors i vicepresident del Banc de Tortosa. El seu germà, Josep Maria Pinyol i Navàs, fou alcalde de Tortosa.